# كن فيكون
كن فيكون مصطلح إسلامي ورد ذكره في القرآن الكريم 8 مرات. المعنى أن الله لا يتعاظم على قدرته شيء، فإذا ما أراد فعل شيء فإنما يفعله ويخلقه بأمره الكوني له: كن، فلا يتأخر ذلك الشيء الذي أراده، بل يكون من فوره. 

## ذكرها في القرآن
وردت كلمة كن فيكون في القرآن الكريم في ثمانية مواضع:
- قال تعالى: ﴿بَدِيعُ السَّمَاوَاتِ وَالْأَرْضِ وَإِذَا قَضَى أَمْرًا فَإِنَّمَا يَقُولُ لَهُ كُنْ فَيَكُونُ ۝١١٧﴾.سورة البقرة 117
- قال تعالى: ﴿قَالَتْ رَبِّ أَنَّى يَكُونُ لِي وَلَدٌ وَلَمْ يَمْسَسْنِي بَشَرٌ قَالَ كَذَلِكِ اللَّهُ يَخْلُقُ مَا يَشَاءُ إِذَا قَضَى أَمْرًا فَإِنَّمَا يَقُولُ لَهُ كُنْ فَيَكُونُ ۝٤٧﴾.سورة آل عمران 47
- قال تعالى: ﴿إِنَّ مَثَلَ عِيسَى عِنْدَ اللَّهِ كَمَثَلِ آدَمَ خَلَقَهُ مِنْ تُرَابٍ ثُمَّ قَالَ لَهُ كُنْ فَيَكُونُ ۝٥٩﴾.سورة آل عمران 59
- قال تعالى: ﴿وَهُوَ الَّذِي خَلَقَ السَّمَاوَاتِ وَالْأَرْضَ بِالْحَقِّ وَيَوْمَ يَقُولُ كُنْ فَيَكُونُ قَوْلُهُ الْحَقُّ وَلَهُ الْمُلْكُ يَوْمَ يُنْفَخُ فِي الصُّورِ عَالِمُ الْغَيْبِ وَالشَّهَادَةِ وَهُوَ الْحَكِيمُ الْخَبِيرُ ۝٧٣﴾.سورة الأنعام 73
- قال تعالى: ﴿إِنَّمَا قَوْلُنَا لِشَيْءٍ إِذَا أَرَدْنَاهُ أَنْ نَقُولَ لَهُ كُنْ فَيَكُونُ ۝٤٠﴾.سورة النحل 40
- قال تعالى: ﴿مَا كَانَ لِلَّهِ أَنْ يَتَّخِذَ مِنْ وَلَدٍ سُبْحَانَهُ إِذَا قَضَى أَمْرًا فَإِنَّمَا يَقُولُ لَهُ كُنْ فَيَكُونُ ۝٣٥﴾.سورة مريم 35
- قال تعالى: ﴿إِنَّمَا أَمْرُهُ إِذَا أَرَادَ شَيْئًا أَنْ يَقُولَ لَهُ كُنْ فَيَكُونُ ۝٨٢﴾.سورة يس 82
- قال تعالى: ﴿هُوَ الَّذِي يُحْيِي وَيُمِيتُ فَإِذَا قَضَى أَمْرًا فَإِنَّمَا يَقُولُ لَهُ كُنْ فَيَكُونُ ۝٦٨﴾.سورة غافر 68